# 타임스트림

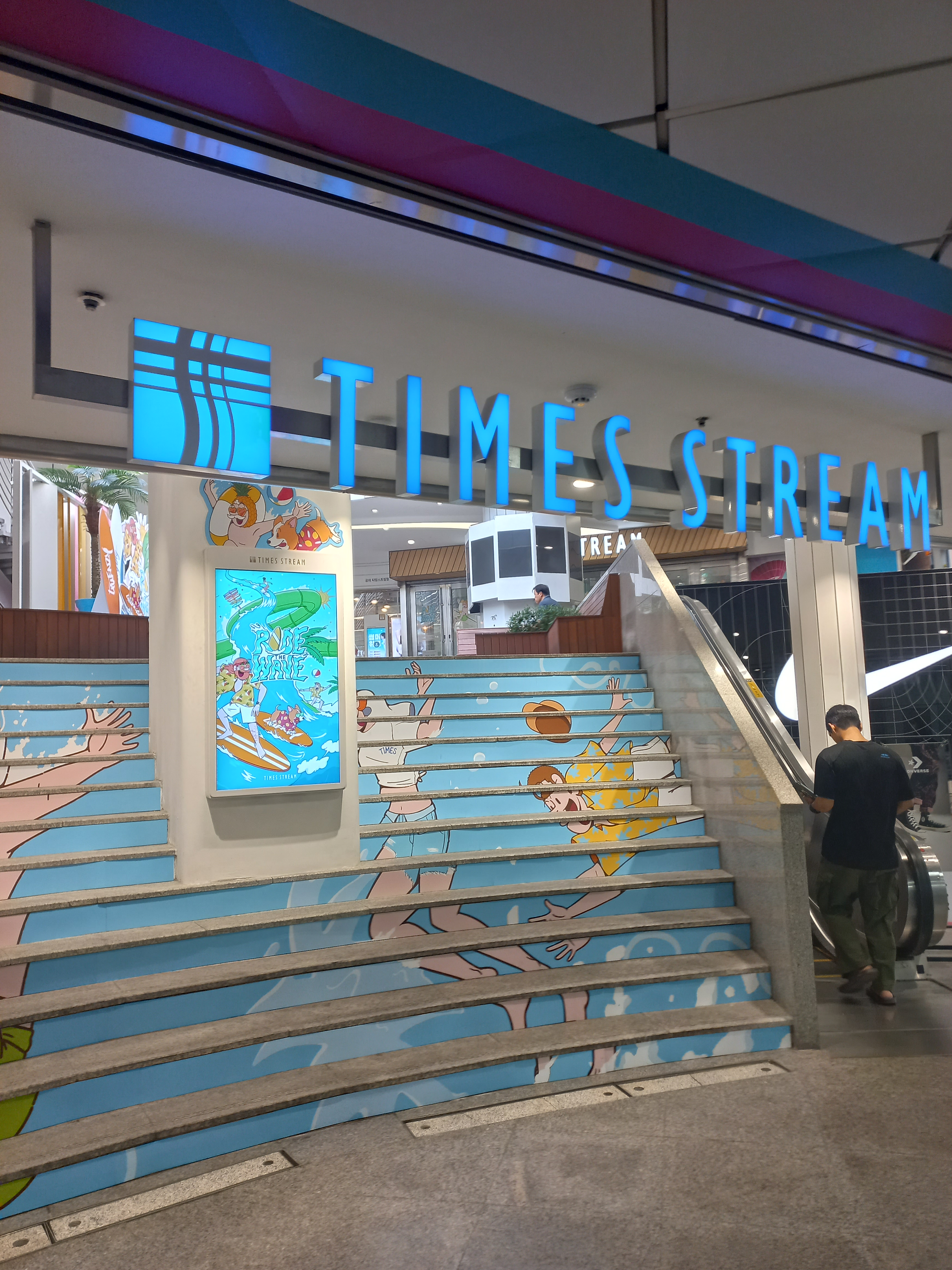
타임스트림

타임스트림(TIMES STREAM)(구.포도몰)은 서울특별시 관악구 서원동 신림로 330(신림동)에 있는 지하 7층, 지상 14층 규모의 복합 쇼핑몰로, 2021년 11월 5일 개점했다. 지상 7층에 영풍문고가 있다. 서울 지하철 2호선, 서울 경전철 신림선 신림역과 연결돼 있다.

## 개요
- 개점일: 2021년 11월 5일
- 주소: 서울특별시 관악구 신림로 330 (신림동)

## 시설
- 영풍문고 신림타임스트림점
- 롯데시네마 신림
- 쉐이크쉑 그랜드
- 삼성전자 스토어